# NGC 5840
NGC 5840 est une entrée du New General Catalogue qui concerne un corps céleste perdu ou inexistant dans la constellation du Bouvier. Cet objet a été enregistré par l'astronome américain Lewis Swift le 22 juillet 1886.